# دادمور کاتن
سر دادمور کاتن (انگلیسی: Dodmore Cotton؛ درگذشته، ۲۳ ژوئن ۱۶۲۸. م)، دیپلمات بریتانیایی و نخستین سفیر انگلیسی معتبر در دربار شاه عباس، پادشاه ایران بود که توسط چارلز یکم، پادشاه بریتانیا به این سمت منصوب شد.